# Мемориал короля Георга VI и королевы Елизаветы
Мемориал короля Георга VI и королевы Елизаветы (англ. King George VI and Queen Elizabeth Memorial) — двусоставной памятник, находящийся на Карлтон-гарденс в Лондоне, Великобритания. Первая часть, статуя Георга VI работы скульптора Уильяма Макмиллана, была открыта в 1955 году Елизаветой II, королевой Великобритании. В 1970 году она была занесена в список национального наследия в Англии. Вторая часть, статуя королевы Елизаветы работы скульптора Пола Дэя, была открыта в 2009 году также Елизаветой II.